# Strigania calligrapta
Strigania calligrapta är en fjärilsart som beskrevs av Butler 1882. Strigania calligrapta ingår i släktet Strigania och familjen nattflyn. Inga underarter finns listade i Catalogue of Life.